# Rally di Polonia

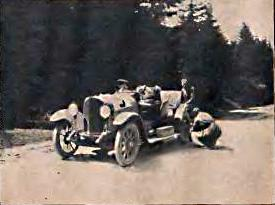
L'edizione del 1922 del Rally di Polonia

Il Rally di Polonia (in polacco, Rajd Polski) è una competizione motoristica per le vetture da rally, istituita nel 1921. Nel 1973, il Rally di Polonia fu uno dei 13 rally del nuovo campionato mondiale di rally, ma fu rimosso l'anno seguente. Da quel momento ha fatto parte per diversi anni del calendario del Campionato europeo rally e, dopo il trasferimento del 2005 a Mikołajki nella Terra dei laghi della Masuria, gli organizzatori cercarono di far ritornare l'evento nel calendario del mondiale WRC. Dopo essere stato candidato nel 2007 e nel 2008, la Polonia ritornò in calendario nel 2009, con l'edizione vinta da Mikko Hirvonen. In ogni caso l'evento fu nuovamente rimosso l'anno seguente, sostituito dal Rally di Bulgaria.
Durante la stagione 2012, la FIA iniziò a considerare l'introduzione di un paese tra Brasile, Cina, India, Russia, Sudafrica e Polonia nel calendario per la stagione 2014: fu quindi scelta la Polonia. Il percorso proposto avrà un tracciato nelle vicinanze del confine con la Lituania, in un formato simile al Rally di Svezia, che attraversa il confine con la Norvegia.

## I vincitori
| Anno | Denominazione                                      | Pilota                                           | Auto                                             | Auto                                             | Validità                 |
| ---- | -------------------------------------------------- | ------------------------------------------------ | ------------------------------------------------ | ------------------------------------------------ | ------------------------ |
| 1921 | Raid Samochodowy 1921                              | Tadeusz Heyne                                    | Dodge                                            | Dodge                                            |                          |
| 1922 | Jazda Konkursowa na Samochodach 1922               | Hans Lorenz                                      | Steyr                                            | Steyr                                            |                          |
| 1923 | Międzynarodowy Raid Samochodowy 1923               | Henryk Liefeld                                   | Austro-Daimler                                   | Austro-Daimler                                   |                          |
| 1923 | Międzynarodowy Raid Samochodowy 1923               | Jan Siroucek                                     | Praga Grand                                      | Praga Grand                                      |                          |
| 1924 | 4° Jazda Konkursowa Automobilklubu Polski          | Henryk Liefeld                                   | Austro-Daimler                                   | Austro-Daimler                                   |                          |
| 1925 | 5° Polski Raid Samochodowy                         | Charles Betague                                  | Austro-Daimler                                   | Austro-Daimler                                   |                          |
| 1927 | 6° Międzynarodowy Raid Automobilklubu Polski       | Stanisław Szwarcsztajn                           | Austro-Daimler                                   | Austro-Daimler                                   |                          |
| 1928 | 7° Międzynarodowy Raid Automobilklubu Polski       | Cipriano Illiano                                 | Fiat 509                                         | Fiat 509                                         |                          |
| 1929 | 8° Międzynarodowy Raid Automobilklubu Polski       | Adam hr. Potocki                                 | Austro-Daimler                                   | g.D                                              |                          |
| 1929 | 8° Międzynarodowy Raid Automobilklubu Polski       | Josef Vermirovsky                                | Tatra                                            | g.F                                              |                          |
| 1929 | 8° Międzynarodowy Raid Automobilklubu Polski       | Teodor Kredl                                     | Praga Piccolo                                    | g.G                                              |                          |
| 1929 | 8° Międzynarodowy Raid Automobilklubu Polski       | Jan Ripper                                       | Tatra                                            | g.E                                              |                          |
| 1929 | 8° Międzynarodowy Raid Automobilklubu Polski       | Jaroslav Heusler                                 | Praga Grand                                      | g.C                                              |                          |
| 1929 | 8° Międzynarodowy Raid Automobilklubu Polski       | Aachim baron Haebler                             | Maybach                                          | g.B                                              |                          |
| 1930 | 9° Międzynarodowy Raid Automobilklubu Polski       | Michał Bitny-Szlachta                            | Ford                                             | g.A                                              |                          |
| 1930 | 9° Międzynarodowy Raid Automobilklubu Polski       | Zygmunt Rahnenfeld                               | Fiat 525                                         | g.B                                              |                          |
| 1930 | 9° Międzynarodowy Raid Automobilklubu Polski       | Adam hr. Potocki                                 | Austro-Daimler                                   | g.C                                              |                          |
| 1937 | 10° Międzynarodowy Raid AP o Grand Prix Polski     | Paul von Guillaeume                              | Adler Trumpf                                     | g.II                                             |                          |
| 1937 | 10° Międzynarodowy Raid AP o Grand Prix Polski     | Aleksander Mazurek                               | Chevrolet Master Sedan                           | g.V                                              |                          |
| 1937 | 10° Międzynarodowy Raid AP o Grand Prix Polski     | Wojciech Kołaczkowski                            | DKW Meisterklasse                                | g.I                                              |                          |
| 1938 | 11° Międzynarodowy Raid AP o Grand Prix Polski     | Jan Ripper                                       | Fiat 1100                                        | g.I                                              |                          |
| 1938 | 11° Międzynarodowy Raid AP o Grand Prix Polski     | Stanisław Szwarcsztajn                           | Lancia Aprilia                                   | g.II                                             |                          |
| 1938 | 11° Międzynarodowy Raid AP o Grand Prix Polski     | Hans Rauch                                       | Mercedes-Benz 230                                | g.IV                                             |                          |
| 1938 | 11° Międzynarodowy Raid AP o Grand Prix Polski     | Witold Rychter                                   | Chevrolet Master Sedan                           | g.V                                              |                          |
| 1938 | 11° Międzynarodowy Raid AP o Grand Prix Polski     | Jerzy Strenger                                   | Citroën Légère                                   | g.III                                            |                          |
| 1939 | 12° Grand Prix - Międzynarodowy Raid AP            | Tadeusz Marek                                    | Chevrolet Master Sedan                           | g.IV                                             |                          |
| 1939 | 12° Grand Prix - Międzynarodowy Raid AP            | Stefan Grossman                                  | Citroën                                          | g.II                                             |                          |
| 1939 | 12° Grand Prix - Międzynarodowy Raid AP            | Stefan Pronaszko                                 | Renault Primaquatre                              | g.III                                            |                          |
| 1939 | 12° Grand Prix - Międzynarodowy Raid AP            | Renato Ghisalba                                  | Fiat 1100                                        | g.I                                              |                          |
| 1947 | 13° Międzynarodowy Raid Automobilklubu Polski      | Marian Wierzba                                   | Lancia Super Sport                               | g.III                                            |                          |
| 1947 | 13° Międzynarodowy Raid Automobilklubu Polski      | Witold Rychter                                   | Chevrolet Master Sedan                           | g.V                                              |                          |
| 1947 | 13° Międzynarodowy Raid Automobilklubu Polski      | Zygmunt Andrzejewski                             | Willys                                           | g.IV                                             |                          |
| 1947 | 13° Międzynarodowy Raid Automobilklubu Polski      | Edward Loth                                      | KdF                                              | g.II                                             |                          |
| 1947 | 13° Międzynarodowy Raid Automobilklubu Polski      | Alfred Pecko                                     | DKW                                              | g.I                                              |                          |
| 1948 | 14° Międzynarodowy Raid AP o Wielką Nagrodę Polski | Ivan Hodac                                       | Aero-Minor                                       | g.I                                              |                          |
| 1948 | 14° Międzynarodowy Raid AP o Wielką Nagrodę Polski | Vaclav Bobek                                     | Škoda 1101                                       | g.II                                             |                          |
| 1948 | 14° Międzynarodowy Raid AP o Wielką Nagrodę Polski | Julian Łączyński                                 | Lancia                                           | g.III                                            |                          |
| 1948 | 14° Międzynarodowy Raid AP o Wielką Nagrodę Polski | A. Anton                                         | BMW                                              | g.IV                                             |                          |
| 1948 | 14° Międzynarodowy Raid AP o Wielką Nagrodę Polski | Jiri Pohl                                        | Jaguar                                           | g.V                                              |                          |
| 1948 | 14° Międzynarodowy Raid AP o Wielką Nagrodę Polski | Józef Sucharda                                   | Jaguar                                           | g.VI                                             |                          |
| 1954 | 15° Ogólnopolski Rajd Samochodowy                  | Alfons Zielkowski                                | DKW                                              | 750 T                                            | Campionato polacco rally |
| 1954 | 15° Ogólnopolski Rajd Samochodowy                  | Zbigniew Witkowski                               | Fiat 1100                                        | 1300 T                                           | Campionato polacco rally |
| 1954 | 15° Ogólnopolski Rajd Samochodowy                  | Edward Niziołek                                  | Opel Olympia                                     | 1600 T                                           | Campionato polacco rally |
| 1954 | 15° Ogólnopolski Rajd Samochodowy                  | Zygmunt Skoczkowski                              | Tatraplan                                        | 2000 T                                           | Campionato polacco rally |
| 1954 | 15° Ogólnopolski Rajd Samochodowy                  | Stanisław Gustaw                                 | FSO Warszawa M-20                                | 2600 T                                           | Campionato polacco rally |
| 1954 | 15° Ogólnopolski Rajd Samochodowy                  | Bolesław Majkowski                               | Ford                                             | 2600+T                                           | Campionato polacco rally |
| 1954 | 15° Ogólnopolski Rajd Samochodowy                  | Stanisław Rusiniak                               | BMW                                              | 1600 S                                           | Campionato polacco rally |
| 1954 | 15° Ogólnopolski Rajd Samochodowy                  | Franciszek Postawka                              | BMW 328                                          | 1600+                                            | Campionato polacco rally |
| 1955 | 16° Ogólnopolski Raid Samochodowy                  | Edward Niziołek                                  | Opel Olympia                                     | g.VI                                             | Campionato polacco rally |
| 1955 | 16° Ogólnopolski Raid Samochodowy                  | Bolesław Majkowski                               | Ford de Luxe                                     | g.IX                                             | Campionato polacco rally |
| 1955 | 16° Ogólnopolski Raid Samochodowy                  | Marian Repeta                                    | FSO Warszawa M-20                                | g.VIII                                           | Campionato polacco rally |
| 1955 | 16° Ogólnopolski Raid Samochodowy                  | Henryk Olszewski                                 | Škoda                                            | g.IV-V                                           | Campionato polacco rally |
| 1955 | 16° Ogólnopolski Raid Samochodowy                  | Jerzy Zaczeniuk                                  | Citroën                                          | g.VII                                            | Campionato polacco rally |
| 1955 | 16° Ogólnopolski Raid Samochodowy                  | Jacek Dzięciołowski                              | DKW                                              | g.III                                            | Campionato polacco rally |
| 1955 | 16° Ogólnopolski Raid Samochodowy                  | Grzegorz Timoszek                                | BMW 328                                          | g.Sport                                          | Campionato polacco rally |
| 1956 | 17° Ogólnopolski Raid Samochodowy                  | Marian Repeta                                    | FSO Warszawa M-20                                | g.VIII                                           | Campionato polacco rally |
| 1956 | 17° Ogólnopolski Raid Samochodowy                  | Jerzy Opiela                                     | DKW                                              | g.III                                            | Campionato polacco rally |
| 1956 | 17° Ogólnopolski Raid Samochodowy                  | Edward Niziołek                                  | Citroën BL 11                                    | g.VII                                            | Campionato polacco rally |
| 1956 | 17° Ogólnopolski Raid Samochodowy                  | Janusz Solarski                                  | Škoda 1100                                       | g.IV-V                                           | Campionato polacco rally |
| 1956 | 17° Ogólnopolski Raid Samochodowy                  | Kazimierz Tarczyński                             | BMW                                              | g.VI-S                                           | Campionato polacco rally |
| 1956 | 17° Ogólnopolski Raid Samochodowy                  | Jan Jagielski                                    | Opel Olympia                                     | g.VI                                             | Campionato polacco rally |
| 1957 | 18° Ogólnopolski Rajd Samochodowy                  | Adam Wędrychowski                                | Zwickau P-70                                     | g.III-T                                          | Campionato polacco rally |
| 1957 | 18° Ogólnopolski Rajd Samochodowy                  | Mlado Vukovic                                    | DKW                                              | g.IV-T                                           | Campionato polacco rally |
| 1957 | 18° Ogólnopolski Rajd Samochodowy                  | S. Vidmar                                        | Porsche 356 1300 S                               | g.V-S                                            | Campionato polacco rally |
| 1957 | 18° Ogólnopolski Rajd Samochodowy                  | Walerian Waryszewski                             | BMW 328                                          | g.VII-S                                          | Campionato polacco rally |
| 1957 | 18° Ogólnopolski Rajd Samochodowy                  | Mieczysław Sochacki                              | FSO Warszawa M-20                                | g.VIII-T                                         | Campionato polacco rally |
| 1957 | 18° Ogólnopolski Rajd Samochodowy                  | Marek Varisella                                  | DKW F8                                           | g.III-S                                          | Campionato polacco rally |
| 1957 | 18° Ogólnopolski Rajd Samochodowy                  | Bolesław Majkowski                               | Simca 8                                          | g.V-T                                            | Campionato polacco rally |
| 1957 | 18° Ogólnopolski Rajd Samochodowy                  | Władysław Paszkowski                             | Opel Olympia                                     | g.VII-T                                          | Campionato polacco rally |
| 1958 | 19° Międzynarodowy Raid Samochodowy                | L'evento è stato cancellato                      | L'evento è stato cancellato                      | L'evento è stato cancellato                      |                          |
| 1959 | 19° Międzynarodowy Raid Samochodowy                | Kurt Rüdiger                                     | Wartburg                                         | g.IV                                             | Campionato polacco rally |
| 1959 | 19° Międzynarodowy Raid Samochodowy                | Krzysztof Komornicki                             | Simca Aronde                                     | g.V                                              | Campionato polacco rally |
| 1959 | 19° Międzynarodowy Raid Samochodowy                | Henryk Ruciński                                  | Ford Zephyr                                      | g.VIII                                           | Campionato polacco rally |
| 1959 | 19° Międzynarodowy Raid Samochodowy                | Stanisław Wierzba                                | FSO Syrena                                       | g.III                                            | Campionato polacco rally |
| 1959 | 19° Międzynarodowy Raid Samochodowy                | Andrzej Żymirski                                 | Opel Olympia                                     | g.VII                                            | Campionato polacco rally |
| 1960 | 20° Rajd Polski                                    | Walter Schock                                    | Mercedes-Benz 220SE                              | Mercedes-Benz 220SE                              | ERC                      |
| 1961 | 21° Rajd Polski                                    | Eugen Böhringer                                  | Mercedes-Benz 220SE                              | Mercedes-Benz 220SE                              | ERC                      |
| 1962 | 22° Rajd Polski                                    | Eugen Böhringer                                  | Mercedes-Benz 220SE                              | Mercedes-Benz 220SE                              | ERC                      |
| 1963 | 23° Rajd Polski                                    | Dieter Glemser                                   | Mercedes-Benz 220SE                              | Mercedes-Benz 220SE                              | ERC                      |
| 1964 | 24° Rajd Polski                                    | Sobiesław Zasada                                 | Steyr-Puch 650TR                                 | Steyr-Puch 650TR                                 | ERC                      |
| 1965 | 25° Rajd Polski                                    | Rauno Aaltonen                                   | BMC Mini Cooper S                                | BMC Mini Cooper S                                | ERC                      |
| 1966 | 26° Rajd Polski                                    | Tony Fall                                        | BMC Mini Cooper                                  | BMC Mini Cooper                                  | ERC                      |
| 1967 | 27° Rajd Polski                                    | Sobiesław Zasada                                 | Porsche 912                                      | Porsche 912                                      | ERC                      |
| 1968 | 28° Rajd Polski                                    | Krzysztof Komornicki                             | Renault R8 Gordini                               | Renault R8 Gordini                               | ERC                      |
| 1969 | 29° Rajd Polski                                    | Sobiesław Zasada                                 | Porsche 911S                                     | Porsche 911S                                     | ERC                      |
| 1970 | 30° Rajd Polski                                    | Jean-Claude Andruet                              | Alpine-Renault A110 1600                         | Alpine-Renault A110 1600                         | ERC                      |
| 1971 | 31° Rajd Polski                                    | Sobiesław Zasada                                 | BMW 2002 tii                                     | BMW 2002 tii                                     | ERC                      |
| 1972 | 32° Rajd Polski                                    | Raffaele Pinto                                   | Fiat 124 Spider Rally                            | Fiat 124 Spider Rally                            | ERC                      |
| 1973 | 33° Rajd Polski                                    | Achim Warmbold                                   | Fiat 124 Abarth Rally                            | Fiat 124 Abarth Rally                            | WRC                      |
| 1974 | 34° Rajd Polski                                    | Klaus Russling                                   | Porsche 911 Carrera RS                           | Porsche 911 Carrera RS                           | ERC                      |
| 1975 | 35° Rajd Polski                                    | Maurizio Verini                                  | Fiat 124 Abarth                                  | Fiat 124 Abarth                                  | ERC                      |
| 1976 | 36° Rajd Polski                                    | Andrzej Jaroszewicz                              | Lancia Stratos HF                                | Lancia Stratos HF                                | ERC                      |
| 1977 | 37° Rajd Polski                                    | Bernard Darniche                                 | Lancia Stratos HF                                | Lancia Stratos HF                                | ERC                      |
| 1978 | 38° Rajd Polski                                    | Gilbert Staepelaere                              | Ford Escort RS1800                               | Ford Escort RS1800                               | ERC                      |
| 1979 | 39° Rajd Polski                                    | Antonio Zanini                                   | Fiat 131 Abarth                                  | Fiat 131 Abarth                                  | ERC                      |
| 1980 | 40° Rajd Polski                                    | Antonio Zanini                                   | Porsche 911                                      | Porsche 911                                      | ERC                      |
| 1981 | Rajd Polski 1981                                   | L'evento è stato cancellato                      | L'evento è stato cancellato                      | L'evento è stato cancellato                      | ERC                      |
| 1984 | 41° Rajd Polski                                    | Ingvar Carlsson                                  | Mazda RX-7                                       | Mazda RX-7                                       | ERC                      |
| 1985 | 42° Rajd Polski                                    | Branislav Kuzmic                                 | Renault 5T                                       | Renault 5T                                       | ERC                      |
| 1986 | 43° Rajd Polski                                    | Branislav Kuzmic                                 | Renault 5T                                       | Renault 5T                                       | ERC                      |
| 1987 | 44° Rajd Polski - Group B                          | Attila Ferjancz                                  | Audi Coupé Quattro                               | Audi Coupé Quattro                               | CoPaF                    |
| 1988 | 45° Rajd Polski                                    | Marc Soulet                                      | Ford Sierra RS Cosworth                          | Ford Sierra RS Cosworth                          | ERC                      |
| 1989 | 46° Rajd Polski                                    | Robert Droogmans                                 | Ford Sierra RS Cosworth                          | Ford Sierra RS Cosworth                          | ERC                      |
| 1990 | 47° Rajd Polski                                    | Robert Droogmans                                 | Lancia Delta Integrale                           | Lancia Delta Integrale                           | ERC                      |
| 1991 | 48° Rajd Polski                                    | Piero Liatti                                     | Lancia Delta Integrale                           | Lancia Delta Integrale                           | ERC                      |
| 1992 | 49° Rajd Polski                                    | Erwin Weber                                      | Mitsubishi Galant VR-4                           | Mitsubishi Galant VR-4                           | ERC                      |
| 1993 | 50° Rajd Polski                                    | Robert Droogmans                                 | Ford Escort Cosworth                             | Ford Escort Cosworth                             | ERC                      |
| 1994 | 51° Rajd Polski                                    | Patrick Snijers                                  | Ford Escort Cosworth                             | Ford Escort Cosworth                             | ERC                      |
| 1995 | 52° Rajd Polski                                    | Enrico Bertone                                   | Toyota Celica T 4WD                              | Toyota Celica T 4WD                              | ERC                      |
| 1996 | 53° Rajd Polski                                    | Krzysztof Hołowczyc                              | Toyota Celica T 4WD                              | Toyota Celica T 4WD                              | ERC                      |
| 1997 | 54° Rajd Polski                                    | Patrick Snijers                                  | Ford Escort Cosworth WRC                         | Ford Escort Cosworth WRC                         | ERC                      |
| 1998 | 55° Rajd Polski                                    | Krzysztof Hołowczyc                              | Subaru Impreza WRC                               | Subaru Impreza WRC                               | ERC                      |
| 1999 | 56° Rajd Polski                                    | Robert Gryczyński                                | Toyota Corolla WRC                               | Toyota Corolla WRC                               | ERC                      |
| 2000 | 57° Rajd Polski                                    | Henrik Lundgaard                                 | Toyota Corolla WRC                               | Toyota Corolla WRC                               | ERC                      |
| 2001 | 58° Rajd Polski                                    | Leszek Kuzaj                                     | Toyota Corolla WRC                               | Toyota Corolla WRC                               | ERC                      |
| 2002 | 59° Rajd Polski                                    | Janusz Kulig                                     | Ford Focus RS WRC                                | Ford Focus RS WRC                                | ERC                      |
| 2003 | 60° Rajd Polski                                    | Miguel Campos                                    | Peugeot 206 WRC                                  | Peugeot 206 WRC                                  | ERC                      |
| 2004 | 61° Rajd Polski                                    | Luca Pedersoli                                   | Peugeot 306 Maxi Kit Car                         | Peugeot 306 Maxi Kit Car                         | ERC                      |
| 2005 | 62° Rajd Polski                                    | Krzysztof Hołowczyc                              | Subaru Impreza N11                               | Subaru Impreza N11                               | ERC                      |
| 2006 | 63° Rajd Polski                                    | Leszek Kuzaj                                     | Subaru Impreza N12                               | Subaru Impreza N12                               | ERC                      |
| 2007 | 64° Rajd Polski                                    | Oscar Svedlund                                   | Subaru Impreza N12                               | Subaru Impreza N12                               | ERC                      |
| 2008 | 65° Rajd Polski                                    | Michał Bębenek                                   | Mitsubishi Lancer Evo IX                         | Mitsubishi Lancer Evo IX                         | ERC                      |
| 2009 | 66° Orlen Platinum Rally Poland - Rajd Polski      | Mikko Hirvonen                                   | Ford Focus RS WRC 09                             | Ford Focus RS WRC 09                             | WRC                      |
| 2010 | 67° Rajd Polski                                    | Kajetan Kajetanowicz                             | Subaru Impreza STR09                             | Subaru Impreza STR09                             | ERC                      |
| 2011 | 68° Rajd Polski                                    | Kajetan Kajetanowicz                             | Subaru Impreza STR09                             | Subaru Impreza STR09                             | ERC                      |
| 2012 | 69° Rajd Polski                                    | Esapekka Lappi                                   | Škoda Fabia S2000                                | Škoda Fabia S2000                                | ERC                      |
| 2013 | 70° Rajd Polski                                    | Kajetan Kajetanowicz                             | Ford Fiesta R5                                   | Ford Fiesta R5                                   | ERC                      |
| 2014 | 71° Lotos Rally Poland - Rajd Polski               | Sébastien Ogier                                  | Volkswagen Polo R WRC                            | Volkswagen Polo R WRC                            | WRC                      |
| 2015 | 72° Lotos Rally Poland - Rajd Polski               | Sébastien Ogier                                  | Volkswagen Polo R WRC                            | Volkswagen Polo R WRC                            | WRC                      |
| 2016 | 73° PZM Rajd Polski - Rally Poland                 | Andreas Mikkelsen                                | Volkswagen Polo R WRC                            | Volkswagen Polo R WRC                            | WRC                      |
| 2017 | 74° ORLEN Rally Poland                             | Thierry Neuville                                 | Hyundai i20 Coupe WRC                            | Hyundai i20 Coupe WRC                            | WRC                      |
| 2018 | 75° PZM Rajd Polski - Rally Poland                 | Nikolay Gryazin                                  | Škoda Fabia R5                                   | Škoda Fabia R5                                   | ERC                      |
| 2019 | 76° PZM Rajd Polski - Rally Poland                 | Alexey Lukyanuk                                  | Citroën C3 R5                                    | Citroën C3 R5                                    | ERC                      |
| 2020 | Rajd Polski - Rally Poland 2020                    | L'evento è stato cancellato a causa del COVID-19 | L'evento è stato cancellato a causa del COVID-19 | L'evento è stato cancellato a causa del COVID-19 | ERC                      |
| 2021 | 77° ORLEN Rajd Polski - Rally Poland               | Alexey Lukyanuk                                  | Citroën C3 Rally2                                | Citroën C3 Rally2                                | ERC                      |
| 2022 | 78° ORLEN Rajd Polski - Rally Poland               | Mikołaj Marczyk                                  | Škoda Fabia Rally2 Evo                           | Škoda Fabia Rally2 Evo                           | ERC                      |
| 2023 | 79° ORLEN Rajd Polski - Rally Poland               | Mārtiņš Sesks                                    | Škoda Fabia RS Rally2                            | Škoda Fabia RS Rally2                            | ERC                      |
| 2024 | 80° ORLEN Rally Poland 2024                        | Kalle Rovanperä                                  | Toyota GR Yaris Rally1 Hybrid                    | Toyota GR Yaris Rally1 Hybrid                    | WRC                      |
| 2025 | 81° ORLEN OIL Rally Poland - Rajd Polski           | Mārtiņš Sesks                                    | Škoda Fabia RS Rally2                            | Škoda Fabia RS Rally2                            | ERC                      |